# Jennie Öberg
Pour les articles homonymes, voir Öberg.
Jennie Öberg, née le 4 novembre 1989 à Piteå, est une fondeuse suédoise, spécialiste du sprint.

## Carrière
Active en compétition depuis 2005, elle débute en Coupe du monde en novembre 2010 à Gällivare. Elle s'llustre rapidement en terminant neuvième du sprint de Liberec un mois plus tard. Le 25 janvier 2015, elle remporte sa première victoire en Coupe du monde au sprint libre de Rybinsk.

## Vie privée
Elle a entretenu une relation amoureuse avec le fondeur Calle Halfvarsson, mais se sont séparés en 2018.

## Palmarès

### Championnats du monde
| Épreuve / Édition   | Sprint                           | Sprint    | 10 km | 10 km                            | Poursuite / Skiathlon 2 × 7,5 km | 30 km | Relais | Relais   |
| Épreuve / Édition   | libre                            | classique | libre | classique                        | Poursuite / Skiathlon 2 × 7,5 km | 30 km | Sprint | 4 × 5 km |
| Mondiaux 2015 Falun | Épreuve inexistante à cette date | —         | 37e   | Épreuve inexistante à cette date | —                                | —     | —      | —        |

Légende :
- : pas d'épreuve
- — : Non disputée par Öberg

### Coupe du monde
- Meilleur classement général : 35e en 2015.
- 1 podium individuel : 1 victoire.

#### Détail des victoires
| Épreuve / Édition | Sprint  | Sprint    | 10 km | 10 km     | Skiathlon 2 × 7,5 km | 30 km | 30 km     | Tour de ski ou Finales ou Nordic Opening |
| Épreuve / Édition | Libre   | Classique | Libre | Classique | Skiathlon 2 × 7,5 km | Libre | Classique | Tour de ski ou Finales ou Nordic Opening |
| 2014-15           | Rybinsk |           |       |           |                      |       |           |                                          |

 Dernière mise à jour le 24 janvier 2015 

### Championnats du monde des moins de 23 ans
- Médaille de bronze en sprint classique en 2011.
- Médaille de bronze en sprint libre en 2012.